# Herzmanns (Wangen im Allgäu)
Herzmanns ist ein Wohnplatz in der Stadt Wangen im Allgäu im Landkreis Ravensburg in Baden-Württemberg. 

## Lage
Der Weiler Herzmanns liegt etwa zweieinhalb Kilometer südlich von Wangen. im Osten führt die Bahnstrecke Kißlegg–Hergatz am Ort vorbei.

## Geschichte
Herzmanns ist eine Siedlung des 8./9. Jahrhunderts. Der Name des Ortes geht auf einen Personennamen zurück. Er unterstand der Gerichtsbarkeit in Niederwangen. Mit ihr fiel er 1802 an das Kurfürstentum Bayern und kam 1810 zu Württemberg. 1819 wurde Herzmanns Ortsteil der Gemeinde Niederwangen. Mit ihrer Auflösung am 1. Februar 1972 kam der Ort zur Stadt Wangen im Allgäu.